# ティグロン (潜水艦)
|          |                                                                                      |
| 艦歴     |                                                                                      |
| 発注     |                                                                                      |
| 起工     | 1944年5月8日                                                                         |
| 進水     | 1944年7月20日                                                                        |
| 就役     | 1944年10月25日                                                                       |
| 退役     | 1975年6月27日                                                                        |
| 除籍     | 1975年6月27日                                                                        |
| その後   | 1976年10月25日に標的艦として海没処分                                                 |
| 性能諸元 |                                                                                      |
| 排水量   | 1,579トン（水上） 2,416トン（水中）                                                  |
| 全長     | 311 ft 8 in (95.00 m)                                                                |
| 全幅     | 27 ft 3 in (8.31 m)                                                                  |
| 吃水     | 15 ft 5 in (4.70 m)                                                                  |
| 機関     | フェアバンクス＝モース 38D 8 1/8ディーゼルエンジン 4基 エリオット・モーター発電機2基 |
| 最大速   | 水上：20.25 ノット (37.5 km/h) 水中：8.75 ノット (16.2 km/h)                         |
| 航続距離 | 11,000カイリ（10ノット時） （19 km/h 時に 20,000 km）                                |
| 試験深度 | 400ft (120m)                                                                         |
| 巡航期間 | 潜航2ノット (4km/h) 時48時間、哨戒活動75日間                                         |
| 乗員     | 士官、兵員81名                                                                       |
| 兵装     | 5インチ砲1基、40ミリ機関砲、20ミリ機銃、機銃2基 21インチ魚雷発射管10門               |

ティグロン (USS  Tigrone, SS-419) は、アメリカ海軍の潜水艦。テンチ級潜水艦の一隻。艦名はイタリア語で「虎」を意味する Tigre に指大辞 -one を付けたもの。ヨーロッパでは若魚に現れる縞模様に因んでイタチザメを虎にたとえる。

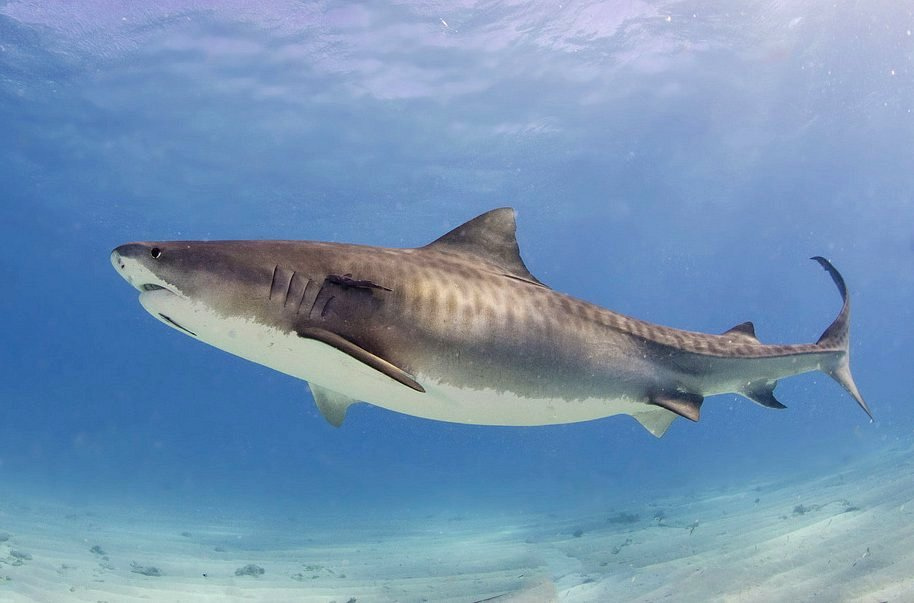
イタチザメ（Squalo tigre）

## 艦歴
ティグロンは1944年5月8日にメイン州キタリーのポーツマス海軍造船所で起工した。1944年7月20日にチャールズ・F・グリシャム夫人によって命名、進水し、1944年10月25日に艦長ハイラム・キャシディ中佐（アナポリス1931年組）の指揮下就役する。
ティグロンは11月中旬に艤装を完了し、ポーツマスおよびニューロンドン沖で訓練を行った後1944年の大晦日にニューロンドン潜水艦基地を出航した。艦隊音響学校での10日間の訓練後、ティグロンは1月16日に出航する。パナマ運河地帯を経由してパナマ沖での1週間の訓練後、ハワイに向かい、途中攻撃兵員輸送艦リバーサイド (USS Riverside, APA-102) と共に拡張訓練を行った。2月16日に真珠湾に到着し、最初の哨戒に向けての準備を始めた。

### 第1の哨戒 1945年3月 - 4月
3月9日、ティグロンは最初の哨戒で東シナ海に向かった。3月19日にグアムアプラ港に寄港。同地でエンジン修理のため3日間停泊し、3月21日にブルヘッド (USS Bullhead, SS-332) およびブラックフィッシュ (USS Blackfish, SS-221) とウルフパックを組んで出撃した。部隊はティグロン艦長のキャシディ中佐が指揮を執った。一行はシーホース (USS Seahorse, SS-304) と合流し、南シナ海へと進路を取った。部隊は日本船団を迎え撃つため偵察ラインを形成した。
シーホースは3月24日に B-24 リベレーターに敵と誤認され機銃掃射を受けた。ティグロンは3月29日に南シナ海で最初の敵と遭遇する。敵の隼を回避するため60フィートの深度に潜航したが、前方バッテリー室で小爆発による上下動を感知した。敵機が小型爆弾を投下したことによるものであった。この戦闘では損害を受けることなく、ティグロンは中国沿岸の航路帯で哨戒を継続した。
続く数日間は、味方航空機が発見した輸送船団を追ったものの、結局発見できなかった。4月3日以降は海南島沖で救助配備任務に就いた。4月5日、ティグロンは再び日本機に爆撃されたものの、回避した。4月8日、ティグロンは元の位置に戻るため、8キロの距離を引き返し始めた。2分後、ティグロンの艦首の先500メートルの地点に、敵潜水艦から発射された魚雷の航跡らしきものを発見。ティグロンが左に舵を取ると、魚雷はティグロンから50メートルもないところを通過していった。ティグロンは潜航し、無音潜航に切り替えた。また、ティグロンはこの日に、この方面に配備されていたスヌーク (USS Snook, SS-279) と交信しており、スヌークは同日の7時40分には北緯18度40分 東経110度40分 / 北緯18.667度 東経110.667度の「ゼブラ」と称された地点にいたことを知らせた。これ以降、スヌークの足取りは途絶えた。
4月9日から15日まで、ティグロンは引き続き海南島とその周辺で救助配備任務を続けた後、4月16日夜にプラタス島に対して5インチ砲で艦砲射撃を行い、4月18日にはロック (USS Rock, SS-274) とともにバスコの市街地に向けて艦砲射撃を行った。4月24日、ティグロンは43日間の行動を終えてアプラ港に帰投。潜水母艦アポロ (USS Apollo, AS-25) による修理を受けたのち、5月19日にサイパン島に向けて出航した。

### 第2の哨戒 1945年5月 - 7月
5月20日、ティグロンは2回目の哨戒で日本近海に向かった。5月25日、ティグロンは孀婦岩と鳥島を発見。また、不時着水した硫黄島の第19戦闘飛行団のパイロットを救助した。5月27日、ティグロンはラガー (船)を発見し、5インチ砲と40ミリ機関砲で攻撃した。ティグロンが向きを変えたとき、折りからの激しい波がティグロンを襲い、3名の乗組員を負傷させた。このアクシデントにもかかわらず、ティグロンは炎上するラガーに止めを刺した。戦闘後、ティグロンは指定された救助配備の海域に戻った。
5月28日、ティグロンは自艦から500メートルの場所に不時着水した海軍爆撃機の救助に向かい、5名の搭乗員を救助した。次の2日間で、ティグロンはさらに23名もの遭難者を救助した。その中には、5月24日に、離水に失敗して損傷したPBY カタリナからの救援要請を受けて救助したものも含まれる。ティグロンはまず16名を救助し、他にも救命いかだがあることを知らされ、夜と9メートルを越す大波という悪条件にもかかわらず捜索を続けた。5月30日、ティグロンは友軍機の支援の下で捜索を再開し、執念が実を結んで、ついに残る7名の陸軍パイロットが乗る救命いかだを発見し、激しい波で手間取ったものの、全員の救助に成功した。ティグロンは次のようなメッセージを発した。
TIGRONE has saved the Air Force and is now returning to Iwo Jima with 28 rescued zoomies
（ティグロンは航空隊と28名の救助者とともに、今まさに硫黄島に向かっている）
ティグロンはこの時点で、潜水艦によるパイロット救助の新記録を打ち立てた。
6月1日、ティグロンは硫黄島に寄港して救助者を上陸させ、6月3日には再び哨戒海域に戻った。任務は霧とレーダーの不調に悩まされ続けていたが、それに加えて右舷側のシャフトから大きな異音が生じるようになり、少なくとも攻撃に支障ありと判断された。ティグロンは本州南方海域に移動し、6月26日には不時着水した戦闘機のパイロットを救助。続く6分間で別のパイロットも救助した。2日後の6月28日、ティグロンは針路をグアムに向けた。ティグロンは最終的にこの哨戒で合計30名もの人員を救助した。7月3日、ティグロンは44日間の行動を終えてアプラ港に帰投。潜水母艦プロテウス (USS Proteus, AS-19) による修理を受けた。艦長がヴィンセント・E・シューマッハ（アナポリス1938年組）に代わった。

### 第3の哨戒 1945年7月 - 9月
7月31日、ティグロンは3回目の哨戒で日本近海に向かった。サイパン島で魚雷を補給した後、救命ステーションに到着する。ティグロンは本州から100マイルの距離に接近したときに、ソビエト連邦が日本に宣戦布告したという知らせが届いた。アメリカ軍機が東京を始めとする日本本土の都市に攻撃を加え、ティグロンは本州付近で哨戒すると共に、ますます多くの日本軍探索機に遭遇することとなった。
8月11日、日本降伏に関する最初の報告書が受け取られたが、ティグロンはもう2日の間哨戒を継続し、相模湾から50マイルに近づき救助艦任務に当たった。8月13日に1名のパイロットを救助。また神子元島に艦砲射撃を行い、無線所および灯台に11発の直撃弾を与えた。8月14日にティグロンはパラシュート降下した別のパイロットを救助し、その日の内に30分におよぶ執拗なソナー接触を回避したが、それは鳥であったことが判明した。
8月15日にティグロンは攻撃停止命令を受け取った。翌日、日本降伏の公式声明が発表された。ティグロンは日本の東海岸を仙台沖まで巡航し、その後8月30日に「ベニーズ・ピースメーカーズ」と共に航行、31日に東京湾に係留された。9月2日に東京湾を出航。9月12日、ティグロンは41日間の行動を終えて真珠湾に帰投した。その後、ハワイおよびパナマ運河地帯を経由し、10月初めにニューロンドンに到着した。

### 戦後
10月末にティグロンはワシントンD.C.を訪れ海軍記念日の式典に参加、12月末にはペンシルベニア州フィラデルフィアで不活性化の準備に入る。ティグロンはニューロンドンに曳航され、1946年3月30日に退役した。
1948年4月12日にティグロンは SSR-419 （レーダー哨戒潜水艦）へ艦種変更された。6月に改修のためニューロンドンからポーツマスへ牽引される。作業完了後11月1日に再就役し、1949年前半にポーツマス沖で整調を行い新たな任務の北極でのレーダー哨戒に備えた。同年夏に第62潜水艦部隊に加わり、広範囲対空防衛のための新型レーダー機材および技術の評価活動をノーフォーク沖で開始した。評価は1957年まで続けられ、大西洋およびカリブ海での活動、アメリカ軍およびNATO軍との5度の地中海配備を完了した。1957年8月1日、ティグロンは予備役となり11月1日に退役した。大西洋予備役艦隊に編入されフィラデルフィアに係留される。
1961年2月3日に再度 SS-419 に艦種変更され、ティグロンは1962年3月10日に再就役する。フィラデルフィア海軍造船所でオーバーホールおよび改修が行われ、9月22日にニューロンドンに到着、回復訓練を開始する。11月15日にニューロンドンを出航、プエルトリコ沖での4週間の整調を行い、12月14日にニューロンドンに帰還、翌年まで同地で過ごした。1963年4月から8月まで第6艦隊と共に地中海に配備される。その後ニューロンドンに帰還し、沿岸での活動および潜水学校の訓練支援に従事した。1963年12月1日、AGSS-419 （実験潜水艦）に艦種変更され、1964年初めには実験用ソナーユニットが装着された。1964年末まで海軍水中音響研究所および潜水学校で新型機材の試験および評価を行った。
1965年、ティグロンはフィラデルフィア海軍造船所で8ヶ月に及ぶ近代化およびオーバーホールが行われた。その魚雷発射管は撤去され、艦前部の2つのコンパートメントには防音処理が施され新型の「ブラス III」ソナーシステムが装備された。改修が完了するとアメリカ水中測探研究所と協力する研究開発艦としてティグロンは、長期に及ぶ経歴の残りを満たすための活動を始めた。主として「ブラス」計画に関するデータの収集、ソナーおよび音響試験に割り当てられ、ティグロンはニューロンドン沖で水中での装置の試験および音響伝播に関する調査を行った。
1968年、ティグロンはイギリスおよびノルウェー海の港を訪問、9月から12月まで対潜水艦戦演習に費やした。また調査任務を継続し、イギリス海軍の潜水艦グランパス (HMS Grampus, S04) と共に1972年前半活動し、東大西洋でのアメリカ・イギリス共同の海洋調査に参加した。1973年および74年には「スプリングボード作戦」に参加し、しばしばカリブ海で活動した。ニューロンドン潜水艦基地に係留中の1974年10月25日にティグロンは就役30周年を祝った。東海岸での調査活動は1975年まで続けられ、3月のバミューダ訪問やニュージャージー州ジャクソンビル、アトランティックシティでの航空機部隊と共同での活動も含まれた。
5月5日、ティグロンは不活性化の準備に入り、1975年6月27日にコネチカット州グロトンの海軍潜水艦基地で退役した。退役当時ティグロンはアメリカ海軍における最古の現役潜水艦であり、第二次世界大戦で戦闘に参加した最後の潜水艦であった。ティグロンは同日除籍され、その後1976年10月25日に標的艦として海没処分された。
ティグロンは第二次世界大戦の戦功で2個の従軍星章を受章した。